# شيمون غولدبرغ
شيمون غولدبرغ (بالإنجليزية: Szymon Goldberg)‏ هو معلم موسيقى أمريكي، ولد في 1 يونيو 1909 في فوتسوافك في بولندا، وتوفي في 19 يوليو 1993 في توياما في اليابان.

## وصلات خارجية
- شيمون غولدبرغ على موقع ميوزك برينز (الإنجليزية)
- شيمون غولدبرغ على موقع ديسكوغز (الإنجليزية)